# 卡尔藏
卡尔藏（法語：Calzan，法語發音：[kalzɑ̃]）是法国阿列日省的一个市镇，属于帕米耶区。

## 地理
卡尔藏（43°2'18"N, 1°44'15"E）面积3.99 平方千米，位于法国奧克西塔尼大區阿列日省，该省份为法国西南部内陆省份，西部和北部与上加龙省接壤，东临奥德省，东南至东比利牛斯省接壤，南与安道尔和西班牙接壤。
与卡尔藏接壤的市镇（或旧市镇、城区）包括：阿尔维尼亚、丹村、马莱翁、旺特纳克、维拉。

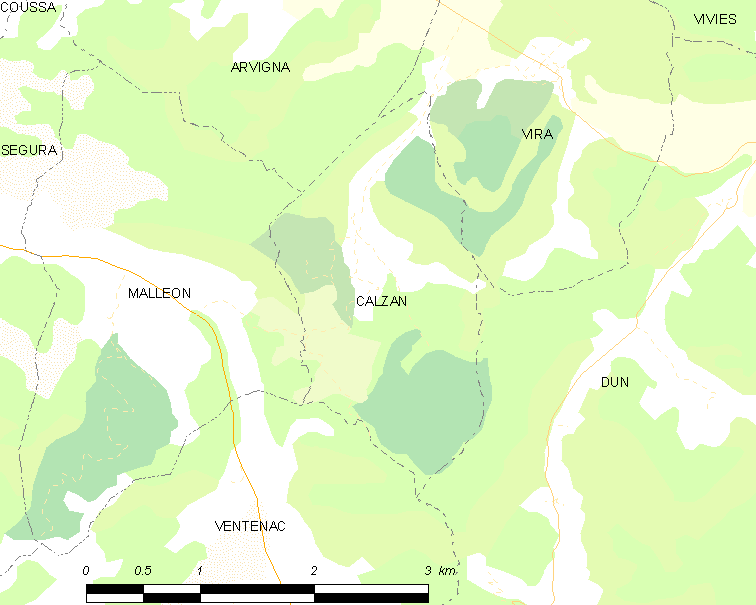
卡尔藏的OSM定位图

卡尔藏的时区为UTC+01:00、UTC+02:00（夏令时）。

## 行政
卡尔藏的邮政编码为09120，INSEE市镇编码为09072。

## 政治
卡尔藏所属的省级选区为阿列日河谷县。

## 人口

1962-2008年间卡尔藏人口变化图示

卡尔藏于2022年1月1日时的人口数量为45人。